# 1646
1646 (MDCXLVI) fue un año común comenzado en lunes, según el calendario gregoriano. Es uno de los ocho años de la era común y del anno Domini que usa todas las letras del sistema de numeración romano una vez cada una.

## Acontecimientos
- 22 de agosto: en el antiguo Estado de Occidente, México, se funda por Ignacio Molarja y Jerónimo de la Canal la misión jesuítica de Nuestra Señora de la Asunción de Arizpe, hoy Arizpe en el actual estado de Sonora.
- Publicación de El Discreto, de Baltasar Gracián.
- En Venezuela se funda la ciudad de Zaraza.
- En India, las últimas fuerzas del centenario Imperio viyaianagara caen frente a los sultanatos de Bijapur y Golkonda.
- Se funda en Suecia la empresa llamada Bofors Forge, la primera precursora de la actual AkzoNobel.
- Se promulga la Confesión de Fe de Westminster.

## Nacimientos
- 16 de abril: Jules Hardouin Mansart, arquitecto francés (f. 1708).
- 1 de julio: Gottfried Leibniz, filósofo, matemático, jurista y político alemán (f. 1716).
- Caterina Tarongí, mujer judía mallorquí quemada viva por la Inquisición española (f. 1691).

## Fallecimientos
- 9 de agosto: Margarita Aldobrandini, Duquesa de Parma.
- 19 de agosto: Francesco Furini, pintor italiano.
- 9 de octubre: Baltasar Carlos de Austria, príncipe de Asturias, hijo de Felipe IV de España (n. 1629).